# Манифест 22 января

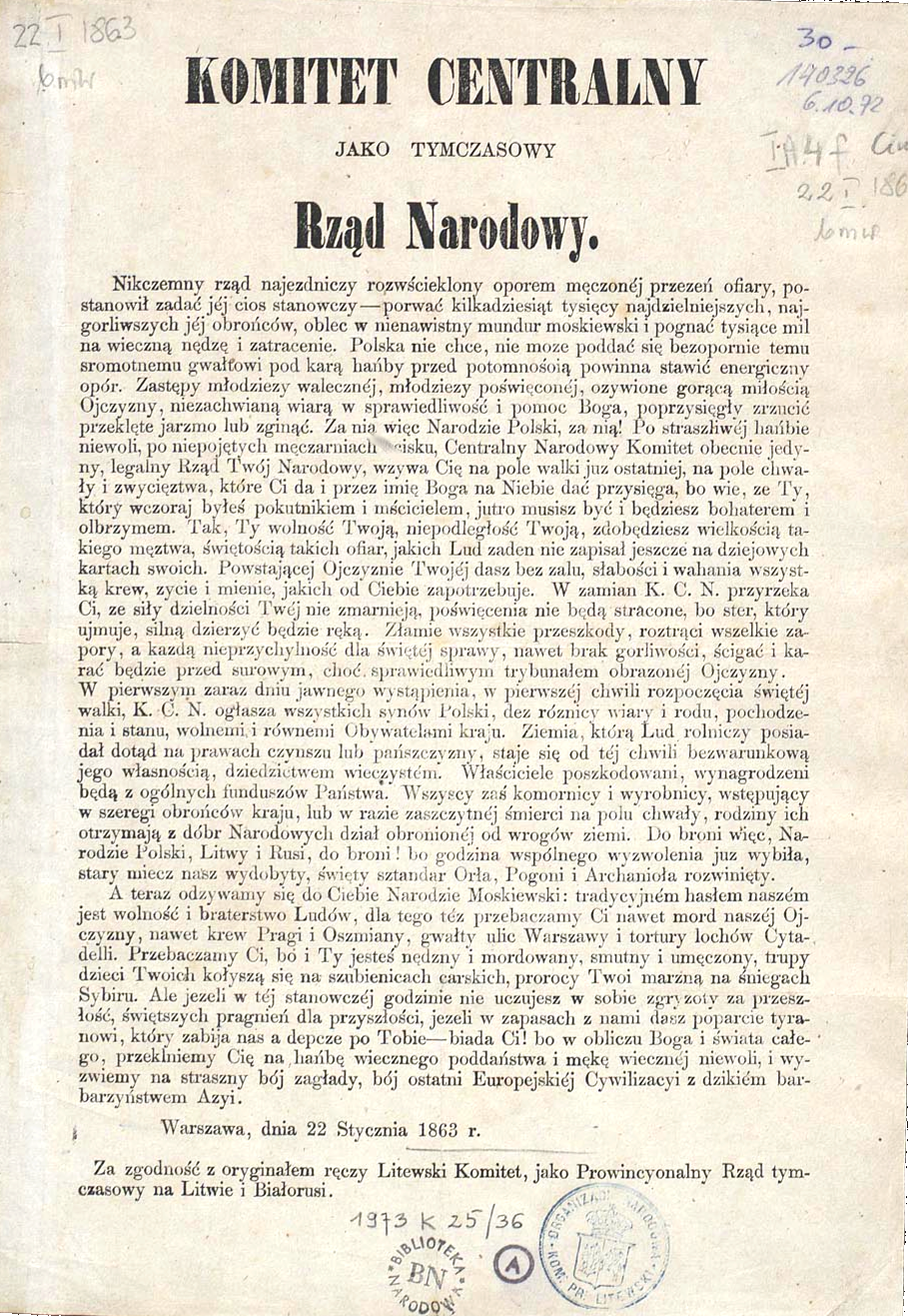
Манифест 22 января

Манифест 22 января (пол. Manifest Tymczasowego Rządu Narodowego) выпущен 22 января 1863 года в Варшаве Центральным национальным комитетом, который им объявил начало восстания 1863—1864 годов.
Текст документа был написан поэтессой Марией Ильницкой (1825—1897) и принят на заседании Центрального комитета в Варшаве 17 января 1863 года.

## Содержание
Манифест провозглашал, что Центральный национальный комитет принимает на себя полномочия Временного национального правительства. Призывает граждан бывшей Речи Посполитой (поляков, украинцев, белорусов, литовцев и евреев) подняться на борьбу за восстановление государства в границах 1772 года и вооружённому противостоянию Российской империи. В манифесте задекларировано обещание наделить 3 моргами (около 2 десятин) земли безземельных крестьян, которые с оружием в руках поддержат восстание.

## Оценки в историографии
В научной литературе закрепился вывод о том, что восстание 1863 года по составу участников было преимущественно дворянском, а по содержанию программы — буржуазно-демократическим, и что революционные демократы, ввиду своей слабости, не смогли повести за собой крестьянские массы и были вынуждены подчиниться шляхетским революционерам.